# Hunted: The Demon's Forge
Hunted: The Demon's Forge là một game hành động lấy bối cảnh thế giới kỳ ảo đen tối (dark fantasy). Game do hãng inXile Entertainment phát triển và Bethesda Softworks phát hành cho hệ máy PlayStation 3, Xbox 360 và Microsoft Windows vào năm 2011.

## Cốt truyện
Hai lính đánh thuê trong trận chiến, nữ cung thủ người Elf là E'lara và chàng chiến binh hùng dũng Caddoc, đang trên đường tìm kiếm một di vật bí ẩn mà Caddoc đã mơ thấy, nhưng các sự kiện đã vuột mất khỏi tầm tay và họ đã bị mắc kẹt trong chuỗi sự kiện liên quan đến ma quỷ, lũ Wargar trông như orc và một phù thủy có tên là Seraphine.

## Lối chơi
Trò chơi có chế độ chơi nhiều người dạng co-op với các tùy chọn trực tuyến, chia màn hình và LAN. E'lara có thể sử dụng cây cung và các loại vũ khí nhỏ, trong khi Caddoc sử dụng vũ khí cận chiến lớn hơn, cũng như một cây nỏ. Người chơi có thể lựa chọn khám phá các khu vực rộng lớn. Ngoài ra còn có thể sử dụng phép thuật để trợ giúp trong chiến đấu. Trò chơi này hỗ trợ kiểu chơi co-op liên vùng trên tất cả các nền tảng, nhưng tính năng tạo trận đánh ngẫu nhiên mang tính phân vùng cho PC và PlayStation 3 và liên vùng cho Xbox 360.

## Phát triển
Hunted: The Demon's Forge có cùng tên gọi và bối cảnh đậm chất "fantasy" với tựa game được phân phối rộng rãi đầu tiên của Brian Fargo, do anh tự phát hành vào năm 1981 thuộc thể loại phiêu lưu bằng chữ được dựng đồ họa gọi là The Demon's Forge. Chủ tịch Matt Findley của inXile Entertainment nói rằng cơ chế của Hunted: The Demon's Forge chủ yếu dựa vào kinh nghiệm chơi các game co-op của riêng nhóm mình và kết quả của những ý tưởng về cách cải tiến thể loại theo từng bước một.
Những lời chỉ trích cá nhân của Findley đối với các tác phẩm co-op tương tự là định nghĩa chung về co-op đã bị chìm xuống "để cho phép hai người chơi cùng chơi với nhau". "Chúng tôi co-op bằng tất cả các kỹ năng và khả năng đặc biệt của chúng tôi được thiết kế để giúp bạn làm việc cùng nhau," Findley bổ sung sau trong cuộc phỏng vấn. Trước khi phát hành trò chơi, Findley nói rằng một phần tiếp theo và dòng game kế tiếp sẽ xuất đầu lộ diện nếu bản đầu tiên đủ thành công về mặt thương mại. Nhiều ý tưởng đã không được sử dụng, và họ sẽ cải thiện chế độ co-op trong phần tiếp theo. Phần sau sẽ không nhất thiết là một phần tiếp theo, mà có thể là một câu chuyện mới hoặc phần tiền truyện lấy bối cảnh trong cùng một thế giới với các nhân vật khác nhau.

## Đón nhận
Hunted: The Demon's Forge nhận được đánh giá "hỗn tạp" trên tất cả các nền tảng theo trang tổng hợp kết quả đánh giá game Metacritic.
The Escapist đã trao 3/5 ngôi sao cho phiên bản Xbox 360 và nói, "Tốt cho một cách tiêu khiển nhanh chóng và vui nhộn, Hunted là một game coop hoàn hảo hoặc thám hiểm hang động kỳ ảo, nhưng cách kể chuyện đã khiến nó trở nên gần gũi hơn nữa." Digital Spy đã trao 3/5 ngôi sao cho cùng phiên bản này, nói rằng "đồ họa xám xịt và các lựa chọn thiết kế thường có vấn đề khiến cho phần chơi chiến dịch đôi lúc giống như là một việc vặt." The Daily Telegraph chấm cho phiên bản tương tự 6/10 điểm và nói rằng nó là "một tựa game đủ tốt để chơi, nhưng chắc chắn một trong những thứ mà bạn sẽ mau chóng lãng quên. đó là loại trò chơi hoàn hảo cho một canh bạc bình lặng khi không có gì còn lại, và bạn thích một cái gì đó dùng được nhưng thú vị." Edge chấm cho phiên bản console 6/10 điểm và nói, "Giống như một con ngựa vẫy cái đuôi của nó với sự kiên trì dồi dào, Hunted chẳng bao giờ thoát nổi đống lỗi của nó." Tuy nhiên, The A.V. Club đã cho cùng một phiên bản điểm C và tuyên bố rằng vấn đề với trò chơi là do "Nó nghĩ rằng lối chơi cộng tác vụng về khó mà phân biệt được từ sự cộng tác dễ dàng. Hai người chơi với nhau thì đều trở nên tốt hơn."